# Asilus lutipes
Asilus lutipes är en tvåvingeart som beskrevs av Christian Rudolph Wilhelm Wiedemann 1828. Asilus lutipes ingår i släktet Asilus och familjen rovflugor. Inga underarter finns listade i Catalogue of Life.